# World Popular Song Festival 1976
Het World Popular Song Festival 1976 was de zevende editie van het World Popular Song Festival. Het werd gehouden in Tokio, Japan van 19 tot 21 november 1976. Uiteindelijk trok Italië voor de tweede maal aan het langste eind. De top 3 werd vervolledigd door het debuterende Monaco en België.
Dit jaar was er ook een speciale prijs voor de beste Japanse inzending. Dit was een lied dat de finale moest gehaald hebben. Deze is niet meegerekend in de resultaten.

## Deelnemende landen
30 landen van over de hele wereld hadden zich ingeschreven voor de zevende editie van het festival. België en Nederland waren van de partij.
België keerde terug en kwalificeerde zich voor de finale waarin het land een derde plaats behaalde. Nederland kon zich voor de tweede keer in de geschiedenis niet plaatsen voor de finale.

## Overzicht

### Beste Japanse inzending
| Land  | Taal   | Artiest | Lied            |
| ----- | ------ | ------- | --------------- |
| Japan | Engels | Sandy   | Goodbye morning |

### Finale
| Plaats | Land                | Taal      | Artiest                           | Lied                                |
| ------ | ------------------- | --------- | --------------------------------- | ----------------------------------- |
| 1      | Italië              | Italiaans | Franco & Regina                   | Amore mio                           |
| 2      | Monaco              | Frans     | Mary Cristy                       | Dans le ciel                        |
| 3      | België              | Frans     | Robert Cogoi                      | Quand on est seul                   |
| 4      | Japan               | Engels    | Sei'ichi Neda                     | Melancholy ballad                   |
| 5      | Verenigd Koninkrijk | Engels    | Geraldine                         | Romano                              |
| 6      | Australië           | Engels    | Marty Rhone                       | On the loose (Again)                |
| 7      | Japan               | Engels    | White House II                    | Wedding bells                       |
| 8      | Brazilië            | Portugees | Eva                               | Onde o caração te levar             |
| 9      | Verenigd Koninkrijk | Engels    | Splinter                          | Love is not enough (To stay alive)  |
| 10     | Italië              | Italiaans | Gianni Morandi                    | Per poter vivere                    |
| 11     | Verenigd Koninkrijk | Engels    | Jigsaw                            | Paint the smile on                  |
| 12     | Frankrijk           | Frans     | Catherine Ferry                   | Ma chanson d'amour                  |
| 13     | Filipijnen          | Filipijns | Celeste Legaspi                   | Ang puso kong nagmamahal            |
| 14     | Oost-Duitsland      | Duits     | Hans-Jürgen Beyer                 | Alles blüht                         |
| 15     | Joegoslavië         | Engels    | Radoyka                           | Let my heart keep singing           |
| 16     | Verenigde Staten    | Engels    | William Tragesser & Kelly Stevens | Between hello & goodbye             |
| 17     | Colombia            | Engels    | Jose & Dario                      | Crisis                              |
| 18     | Roemenië            | Roemeens  | 5T                                | Fetita mea isi vede tara            |
| 19     | West-Duitsland      | Engels    | Danny Rhoder                      | What have I got (I've got you babe) |
| 20     | Japan               | Engels    | Kin Band                          | Mr. Jonkara                         |
| 21     | Israël              | Engels    | Gali Atari                        | The same old game                   |
| 22     | Sri Lanka           | Engels    | Noel & La Ceylonians              | Peace, love, freedom, unity         |
| 23     | Japan               | Engels    | Yukio Sasaki                      | You are wind                        |
| 24     | Frankrijk           | Frans     | Gérard Lenorman                   | S'il vous plaît, les nuages         |

### Eerste halve finale
| Land                | Taal      | Artiest                   | Lied                                | Resultaat      |
| ------------------- | --------- | ------------------------- | ----------------------------------- | -------------- |
| Griekenland         | Engels    | Mariangela                | Think I'm losing my men             | uit            |
| België              | Frans     | Robert Cogoi              | Quand on est seul                   | gekwalificeerd |
| Frankrijk           | Frans     | Caroline Verdi            | 100 baisers à la seconde            | uit            |
| Japan               | Engels    | Sei'ichi Neda             | Melancholy ballad                   | gekwalificeerd |
| Roemenië            | Roemeens  | 5T                        | Fetita mea isi vede tara            | gekwalificeerd |
| Spanje              | Spaans    | Miguel Pons               | No soy de aqui                      | uit            |
| Verenigd Koninkrijk | Engels    | Geraldine                 | Romano                              | gekwalificeerd |
| Verenigde Staten    | Engels    | Lee Mark Spiro & Homebrew | Bluegrass dream                     | uit            |
| Japan               | Engels    | Yoshino Nakagawa          | The shooting star                   | uit            |
| Australië           | Engels    | Marty Rhone               | On the loose (Again)                | gekwalificeerd |
| Italië              | Italiaans | Suan                      | Donna libera                        | uit            |
| West-Duitsland      | Engels    | Danny Rhoder              | What have I got (I've got you babe) | gekwalificeerd |
| Monaco              | Frans     | Mary Cristy               | Dans le ciel                        | gekwalificeerd |
| Finland             | Fins      | Frederik                  | Kunkku                              | uit            |
| Sri Lanka           | Engels    | Noel & La Ceylonians      | Peace, love, freedom, unity         | gekwalificeerd |
| Japan               | Engels    | White House II            | Wedding bells                       | gekwalificeerd |
| Brazilië            | Portugees | Eva                       | Onde o caração te levar             | gekwalificeerd |
| Malta               | Engels    | Joe Cutajar               | It's take-off time                  | uit            |
| Verenigd Koninkrijk | Engels    | Splinter                  | Love is not enough (To stay alive)  | gekwalificeerd |
| Nederland           | Engels    | Heathermae Reading        | Now that I love you                 | uit            |
| Japan               | Engels    | Kin Band                  | Mr. Jonkara                         | gekwalificeerd |
| Filipijnen          | Filipijns | Celeste Legaspi           | Ang puso kong nagmamahal            | gekwalificeerd |
| Frankrijk           | Frans     | Rose Merryl               | Le vent se lève                     | uit            |
| Hongkong            | Engels    | Rowena Cortes             | There's gotta be a way              | uit            |
| Italië              | Italiaans | Gianni Morandi            | Per poter vivere                    | gekwalificeerd |

### Tweede halve finale
| Land                | Taal      | Artiest                           | Lied                        | Resultaat      |
| ------------------- | --------- | --------------------------------- | --------------------------- | -------------- |
| Turkije             | Engels    | Şenay                             | Let in the light            | uit            |
| Japan               | Engels    | Yukio Sasaki                      | You are wind                | gekwalificeerd |
| Polen               | Pools     | Irena Jarocka                     | Odpływają kawiarenki        | uit            |
| Verenigd Koninkrijk | Engels    | Jigsaw                            | Paint the smile on          | gekwalificeerd |
| Argentinië          | Spaans    | Graciela Yuste                    | Viento sin tiempo           | uit            |
| Ierland             | Engels    | Red Hurley                        | Arkansas                    | uit            |
| Indonesië           | Engels    | Grace Simon                       | Indigo                      | uit            |
| Italië              | Italiaans | Franco & Regina                   | Amore mio                   | gekwalificeerd |
| Oost-Duitsland      | Duits     | Hans-Jürgen Beyer                 | Alles blüht                 | gekwalificeerd |
| Japan               | Engels    | Undo Tsuguru                      | Hey, Peter                  | uit            |
| Sovjet-Unie         | Russisch  | Ljoedmila Barykina                | Ty ne chodi v osenni sad    | uit            |
| Frankrijk           | Frans     | Catherine Ferry                   | Ma chanson d'amour          | gekwalificeerd |
| Israël              | Engels    | Gali Atari                        | The same old game           | gekwalificeerd |
| Japan               | Engels    | Cha Cha II                        | I want to be in love        | uit            |
| Joegoslavië         | Engels    | Radoyka                           | Let my heart keep singing   | gekwalificeerd |
| Verenigd Koninkrijk | Engels    | Michael Tinsley                   | Wrap me in love             | uit            |
| Zwitserland         | Engels    | Véronique Müller                  | Last year's dreams          | uit            |
| Colombia            | Engels    | Jose & Dario                      | Crisis                      | gekwalificeerd |
| Japan               | Engels    | Sandy                             | Goodbye morning             | gekwalificeerd |
| Frankrijk           | Frans     | Gérard Lenorman                   | S'il vous plaît, les nuages | gekwalificeerd |
| Verenigde Staten    | Engels    | William Tragesser & Kelly Stevens | Between hello & goodbye     | gekwalificeerd |

1970 · 1971 · 1972 · 1973 · 1974 · 1975 · 1976 · 1977 · 1978 · 1979 · 1980 · 1981 · 1982 · 1983 · 1984 · 1985 · 1986 · 1987 · 1988 · 1989